# Branca de Portugal, Senhora de Guadalajara
Branca Sanches de Portugal (c. 1196/98 - 17 de novembro de 1240) foi uma infanta portuguesa, filha de D. Sancho I de Portugal e Dulce de Aragão. Provavelmente a irmã gêmea de Berengária, foi freira num convento em Guadalajara. Pouco mais se sabe sobre a infanta Branca. Foi sepultada em Santa Cruz de Coimbra.